# Straussbrug

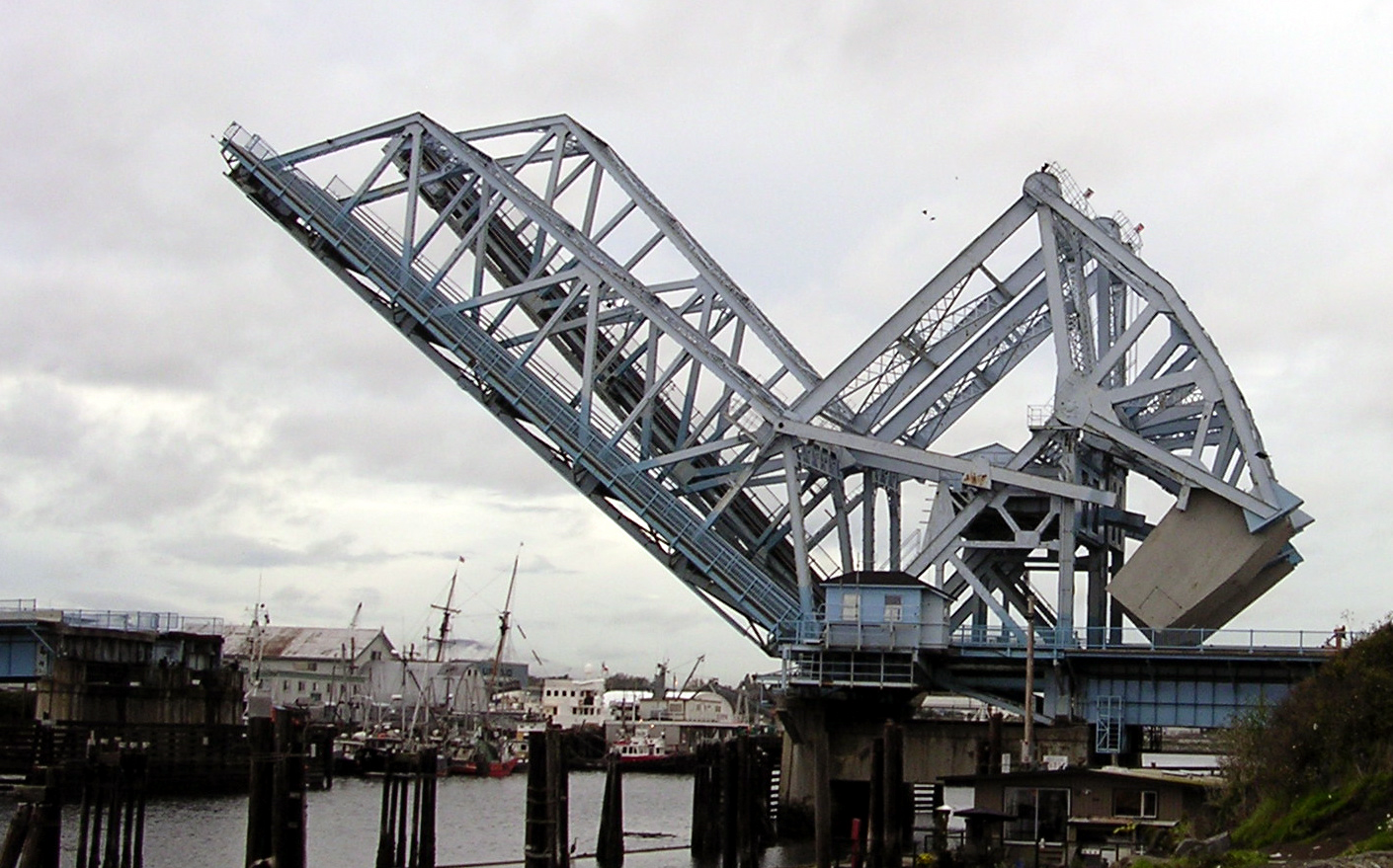
Geopende :en:Johnson Street Bridge in Victoria

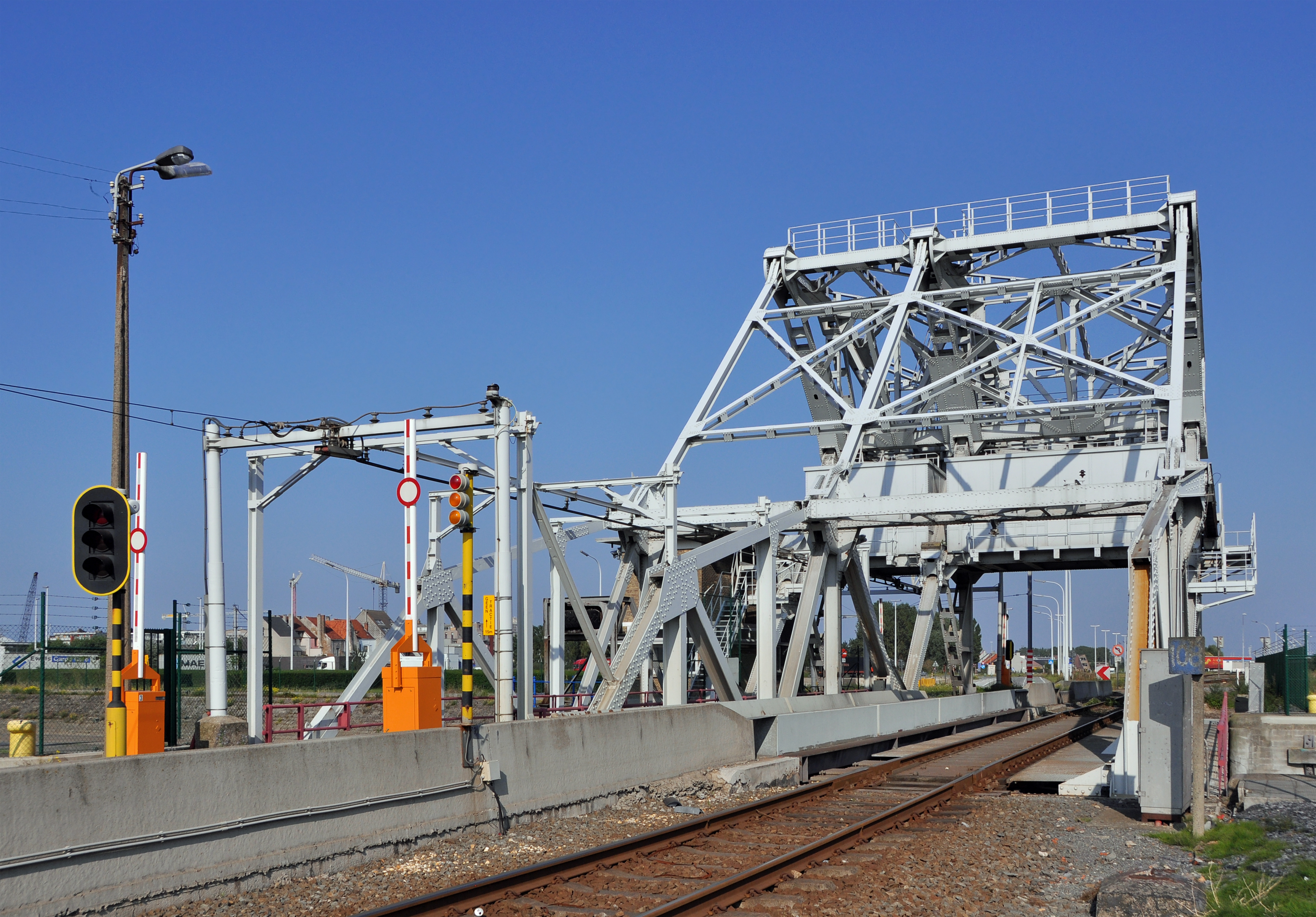
Straussbrug in Zeebrugge, met 1 treinspoor en 1 tramspoor van de Kusttram

Een Straussbrug is een type basculebrug waarvan het tegengewicht zich boven het wegdek bevindt en die door drijfstangen geopend of gesloten wordt. De Straussbrug lijkt op de klassieke ophaalbrug. Typerend voor een Straussbrug is dat de achterkant van de balans veel korter is dan de overspanning. Om het evenwicht te bewaren moet het contragewicht veel zwaarder zijn dan de overspanning zelf. Een voordeel van de korte balans is dat de hameipoort van een Straussbrug minder hoog hoeft te zijn. Het contragewicht van een Straussbrug daalt meestal tot vlak boven het wegdek.
In Nederland zijn weinig Straussbruggen gebouwd, en ze zijn alle verdwenen. In België, met name in de havens van Antwerpen en Brugge-Zeebrugge, komen ze nog wel voor.
Met de term Straussbrug kan ook een brug bedoeld worden die is gebouwd door de Strauss Bascule Bridge Co. Naamgever van het type brug en het bedrijf was Joseph B. Strauss, die bekend is vanwege zijn bijdrage aan de bouw van de Golden Gate Bridge.